# Amtsgericht Dannenberg (Elbe)

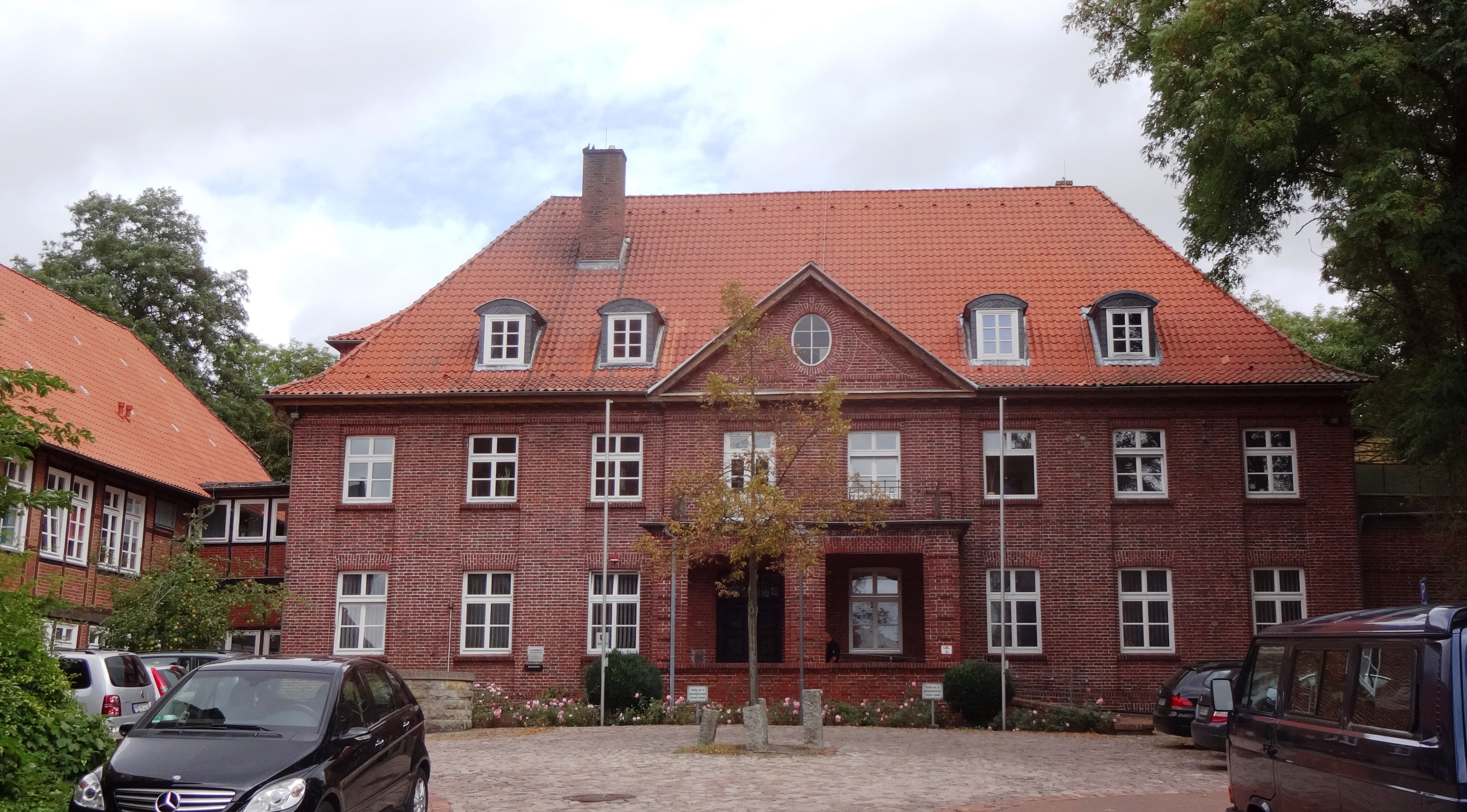
Hauptgebäude des Amtsgerichts Dannenberg (2014)

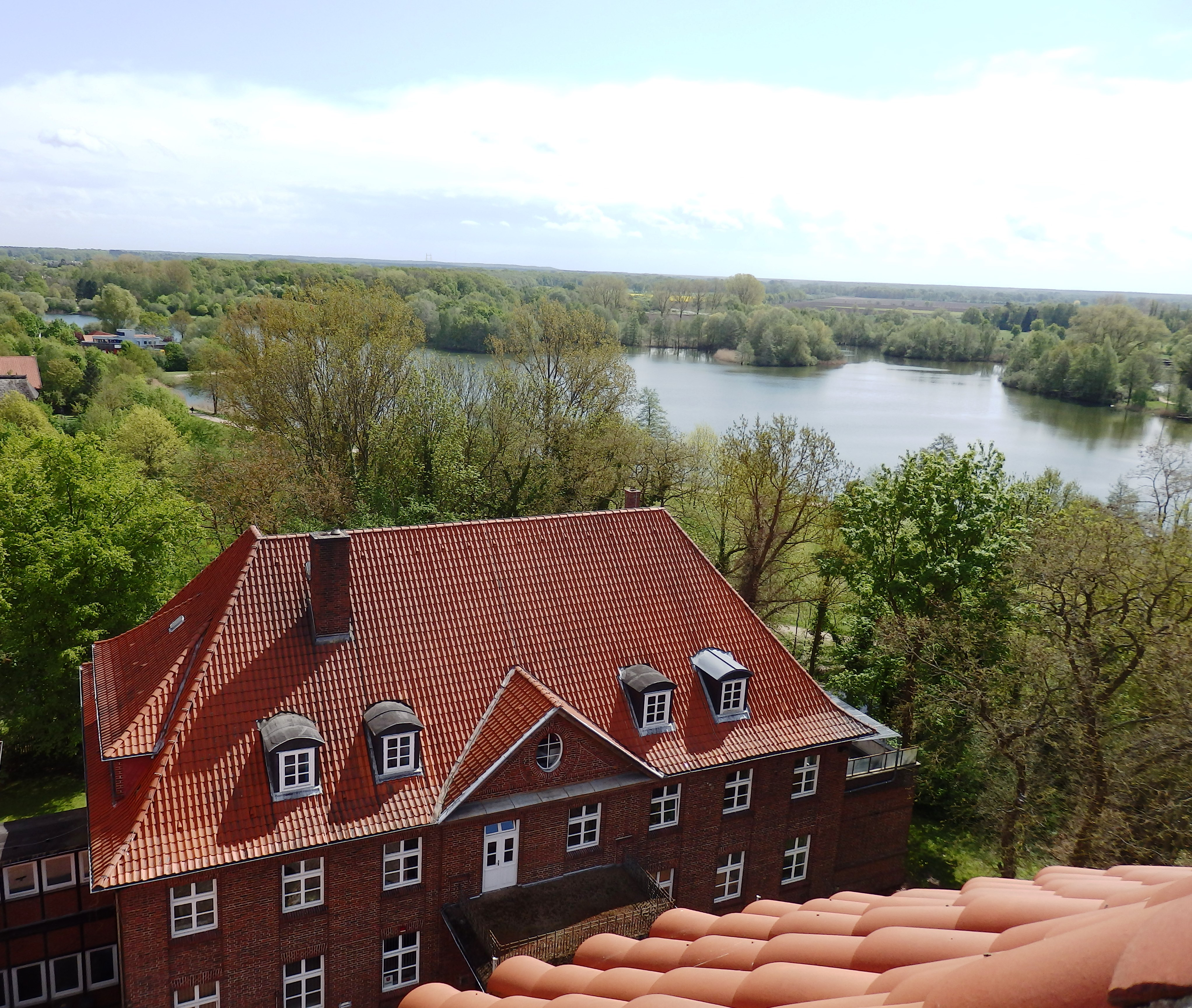
Blick vom Waldemarturm auf das Amtsgericht Dannenberg (2015)

Das Amtsgericht Dannenberg (Elbe) ist eines von sechs Amtsgerichten im Bezirk des Landgerichts Lüneburg. Es hat seinen Sitz auf dem früheren Hof von Schloss Dannenberg in Dannenberg (Elbe) in Niedersachsen. Zuständig ist das Amtsgericht Dannenberg (Elbe) für den gesamten Landkreis Lüchow-Dannenberg. Ihm ist das Landgericht Lüneburg übergeordnet. Zuständiges Oberlandesgericht ist das Oberlandesgericht Celle.

## Geschichte
Nach der Revolution von 1848 wurde im Königreich Hannover die Rechtsprechung von der Verwaltung getrennt und die Patrimonialgerichtsbarkeit abgeschafft. Das Amtsgericht wurde daraufhin mit der Verordnung vom 7. August 1852 die Bildung der Amtsgerichte und unteren Verwaltungsbehörden betreffend als königlich hannoversches Amtsgericht gegründet.
Es umfasste das Amt Dannenberg und die Stadt Dannenberg.
Das Amtsgericht war dem Obergericht Dannenberg untergeordnet. Mit der Annexion Hannovers durch Preußen wurde es 1866 zu einem preußischen Amtsgericht in der Provinz Hannover. Mit den Reichsjustizgesetzen wurde 1879 die Gerichtsorganisation reichsweit einheitlich geregelt. Das Amtsgericht Dannenberg blieb bestehen. Der Amtsgerichtsbezirk umfasste den Stadtkreis und das Amt Dannenberg. Das Amtsgericht Dannenberg war eines von zwölf Amtsgerichten im Bezirk des Landgerichtes Lüneburg im Gebiet des Oberlandesgerichtes Celle. Das Gericht hatte damals zwei Richterstellen und war ein mittelgroßes Amtsgericht im Landgerichtsbezirk. Das Amtsgericht Dannenberg war Elbzollgericht.
Mit der Standortbenennung Gorlebens für die Erkundung eines Endlagers für radioaktive Abfälle und den später folgenden Atommülltransporten hatte das Amtsgericht viele Prozesses zu führen, die häufig eine große öffentliche und mediale Aufmerksamkeit erfuhren.

## Richter
- Gottlieb Planck  (* 24. Juni 1824 in Göttingen; † 20. Mai 1910 ebenda), 1855–1859 Richter am Obergericht Dannenberg